# Juan Manuel Quevedo
Juan Manuel Quevedo (Junín, Buenos Aires, Argentina, 15 de noviembre de 1983) es un futbolista argentino que juega como centrocampista en el Almagro de la Primera B argentina.

## Trayectoria
Debutó en el clausura del año 2004 defendiendo la camiseta de San Lorenzo de Almagro. Se formó como jugador en la Roma A.C Italia.Su paso por Estuciantes de buenos aires se dio con el CAMPEONATO 2005/2006 de la mano del técnico Fito de la Pica, su paso en la primera b también se dio en temperley desempeñando un fútbol exquisito, quedando así en el recuerdo de todos los hinchas por su gol a Los Andes (clásico rival) A mediado del 2011 llegando al país de Colombia para debutar con el Unión Magdalena de la ciudad de Santa Marta.

## Clubes
| Club                  | País      | Año             |
| --------------------- | --------- | --------------- |
| San Lorenzo           | Argentina | 2004            |
| Estudiantes           | Argentina | 2005 - 2007     |
| Racing Club de Ferrol | España    | 2007            |
| Temperley             | Argentina | 2007 - 2008     |
| Palestino             | Chile     | 2009            |
| Rampla Juniors        | Uruguay   | 2010            |
| Sarmiento             | Argentina | 2010 - 2011     |
| Unión Magdalena       | Colombia  | 2011 - 2014     |
| Atlético Bucaramanga  | Colombia  | 2014            |
| Almagro               | Argentina | 2015 - 2016     |
| La Loba               | Argentina | 2016 - presente |